# 土佐中学校・高等学校
土佐中学校・高等学校（とさちゅうがっこう・こうとうがっこう）は、高知県高知市塩屋崎町に所在し、中高一貫教育を提供する私立中学校・高等学校。

## 概要
中学から高校への進学の可否は中学3年次に行われる及落審査の後に決定するため中学入学時に高校への進学を保証していないが、ほぼ全員の進学が認められている高校へは例年50名程度外部の中学からの入学がある。高校からの編入組は『NP』(new power) 、中学からの生徒は『OP』(original power) と呼ばれている。
現在の情勢に合わないという理由から唄われていない校歌の歌詞にある通り文武両道を意味する「右文尚武」を標榜している。吹奏楽部、棋道部、放送部、オーケストラ部、陸上競技部、バドミントン部、登山部、ハンドボール部、自転車競技部、総合科学部などが全国大会へと出場している。
略称は中高それぞれ、土佐中、土佐高。中学校と高校を併せて土佐（とさ）や土佐校（とさこう）、土佐中高（とさちゅうこう）と呼ばれることがある。
また後述する事故が元となって、雷に対する警戒を徹底させることでも有名。

## 沿革
第一次世界大戦に伴う好景気によって財をなした川崎幾三郎と宇田友四郎が私財を投じ、少数精鋭の英才教育を施す中学校として設立した土佐中学校（旧制）が前身となる。

### 年表
- 1920年（大正9年） - 現学校法人の前身にあたる川崎・宇田財団法人と土佐中学校（旧制）の設立が認可され、創立者の一人・川崎幾三郎の控家で授業開始。初代校長には三根円次郎が就任した。
- 1922年（大正11年）11月18日 - 現在地の校舎落成式。この日を創立記念日とする。
- 1945年（昭和20年）7月4日 - 高知大空襲により校舎が焼失。翌年に校舎が再建されるまで各地を転々とする。
- 1947年（昭和22年）4月1日 - 男女共学の新制中学校を併設。
- 1948年（昭和23年）4月1日 - 新制高等学校となる。
- 1959年（昭和34年） - 新グラウンドが完成。
- 1973年（昭和48年） - 現在の前校舎がほぼ完成。
- 2007年（平成19年） - 向陽グラウンドが完成。
- 2008年（平成20年） - 現在の校舎の第一期工事完成。
- 2009年（平成21年） - 現在の校舎完成。

## 学校行事
- 4月 - 入学式、始業式、オリエンテーション、全校遠足
- 5月 - 実力テスト（中3以上）、中学クラスマッチ
- 6月 - 半期考査、高校実力テスト
- 7月 - 期末考査、終業式、高校クラスマッチ
- 8月 - 夏期休業、ニュージーランド研修（選抜20名）
- 9月 - 始業式、全校実力テスト、運動会
- 10月 - 半期考査、全校遠足
- 11月 - 実力テスト、開校記念日（11月18日）、文化行事、集団研修（高1）、中学合唱コンクール
- 12月 - 保護者会、期末考査、終業式
- 1月 - 高校入試、高校卒業式
- 2月 - スキー研修（中2）、実力試験、向陽祭（隔年）、中学入試
- 3月 - 中学卒業式、学年末考査、終業式

## 授業
基本は教室で行う。他の教室としては書道室・音楽室・被服室・調理室・美術室・金木工室・理科室・図書室・予備教室・PC室などがある。また自教室で行う授業では教諭が、前述したような自教室以外の教室で行う授業では生徒が移動してそれぞれの教室に行く。
体育の授業は男女別々（クラスマッチ練習や運動会予行などは例外で一緒に行う）で、体育館・学校グラウンド・25ｍプール・新グラ（竹島グラウンド）・柔道場・卓球場・剣道場などで行う。

## 制服

### 夏・冬服
男子は黒の詰襟・ズボン、女子は紺のブレザー・スカートを着用する。男女とも袖口から10cmほどのところに白線が1本入るのが特徴。もとは修学旅行等、校外での活動で教員が生徒を識別する（悪さを防止する）ために袖に白線を巻かせたのが最初とする説がある。小学6年生が入試前に受ける、入試模擬試験も白線会と呼ばれる。
夏期には男子は白のカッターシャツまたは開襟シャツに黒の学生ズボン、女子は白の開襟シャツにスカートを着用する。夏期の制服には白線のような目立った印はつかない。

### 体育服・水泳着
昔は男子は白の長袖・半袖体操服に黄白色の長ズボン・短パン、女子は白の長袖・半袖体操服にえんじ色のブルマを着用していた。
現在は男女ともにデザインが共通で男子が青の長袖ジャージ・青ラインの半袖体操服・同色の短パン、女子が臙脂の長袖ジャージ・臙脂ラインの半袖体操服・同色の短パンに変更になっている。
水泳着は男子は紺色のボクサー型の水着、女子は紺色のセパレーツ型のスクール水着を着用する。

### 上履き
2003年に変更になった。それまでは男子が藍色、女子が緑色のスリッパだったが、現在では男女での色分けはなく、学年ごとに違う色を使用する。甲の部分に白または黄色の校章が入る。（PS 2019年に変更）
トイレにはトイレ用スリッパ（上履きスリッパと同じもので色は黄）があった。現校舎ではトイレ用スリッパの着用は体育館棟1階トイレのみである。

## 施設
以前の校舎は老朽化が進んでいるうえに、南海トラフ地震も予想されているため、2007年夏から大規模な改築工事が行われた。2008年6月には第一期工事が完了し、一部新校舎への移転が行われ、2009年11月には、全ての新校舎が完成し、グラウンドも整備された。なお、これにより、校舎と離れた所に存在している竹島グラウンド（通称「新グラ」）が、もっとも古いグラウンドとなった。

### 校舎
中央棟・中学棟・高校棟に分かれており、ほとんどの教室に冷暖房と単焦点プロジェクターが完備されている。そのため、視聴覚教室は設定されていない。
2階には職員室のほか、中高ともに使用する図書館・PC室・体育館などがある。
高校棟には普通教室のほか6階に理科実験室（物理・化学・生物）・書道室などがある。
中学棟には普通教室のほか6階に音楽室・被服室・調理室などがある。
中央棟6階には、多目的ホールである筆山ホール（収容人数約300人）がある。筆山ホールは吊り下げレール式のパーティションでA、Bの二部屋に区切り大講義室として使用できる様に設計されており、年度初めの身体検査などに使用されている。

### 体育施設
以下の施設がある。新グラは校舎から徒歩15分程度の位置にある。
- 校舎
  - 体育館（中高併せて1700人程の全校生徒を同時に収容できる広さ）
  - 25メートルプール
  - 剣道場
  - 柔道場
  - 卓球場
- 第1グラウンド（通称：現校舎建設に伴い、旧グラ → 学グラに変更）
- 第2総合グラウンド（通称：新グラ）
  - テニスコート（4面）
  - 弓道場
  - 野球部右文寮
- 第3グラウンド（通称：向陽グラウンド）

### 食堂・売店
学食は、体育館（2階）のある棟の1階に、売店は校舎1階に所在している。
売店には一通りの文房具や学校指定の筆・上履き・体操服があり、またコピーを行えるプリンタも設置している。

### 寮
向陽寮という男子寮がある。定員男子60名で全室個室、2食付である。女子寮は設置していないが、下宿を紹介している。男子生徒で自宅通学できない者は向陽寮に入寮するのが基本であるが、満員で入れない場合やその他の事情がある場合は学校紹介の下宿から通学することとなる。
他に野球部用の右文寮が新グラウンドに併設されている。

## 部活動
運動部では野球、サッカー、陸上、水泳、軟式・硬式テニス、バドミントン、ハンドボール、弓道、剣道、空手道、登山、自転車が、文化部では演劇、棋道、写真、放送、吹奏楽、俳句同好会、映画部、美術部、総合科学部等がそれぞれ全国大会への出場実績がある。
生徒の自主性によりそれまでにないまたは一度廃部になった部をつくるということもしばしばあり、近年では俳句同好会、かるた同好会、軽音部、総合科学部（物理部・生物部・天文同好会が統合）、応援部（復活）等がつくられた。
運動部
- 空手道部
- 弓道部
- 剣道部
- サッカー部（中学･高校）
- 自転車競技部（旧サイクリング部）
2008年度全国高校選抜自転車競技大会スプリント競技（個人）で準優勝を果たした。
- 柔道部
- 水泳部
- ソフトボール部（中学・高校）
- 登山部
2009年全国高校総体登山競技で優勝。その後の大会でも常に上位に食い込む。
- 硬式テニス部
- 軟式テニス部
- バスケットボール部
- バドミントン部
- バレーボール部
- ハンドボール部
- 野球部（中学・高校）
これまで選抜高等学校野球大会（春の甲子園）に8回、全国高等学校野球選手権大会（夏の甲子園）に4回の出場を果たしている。春夏1回ずつ準優勝しているが、四国大会を制した翌年の1993年春（第65回）を最後に全国大会への出場はなかった。その20年後、2013年春（第85回）に21世紀枠での出場が決まった。私立校からの21世紀枠選出は初めてである。その3年後の2016年春（第88回）には、前年の四国大会ベスト4の成績が評価され、今度は四国代表枠として8回目の出場となった。[2]。攻守交代時の全力疾走は有名。
- 陸上部

文化部
- インターアクト部
- 映画部
- 英語研究部
- 演劇部
- 音楽部（オーケストラ・合唱）
- 棋道部
- 軽音楽部
- 写真部
- 書道部
- 吹奏楽部
2011年第34回全日本アンサンブルコンテストで、クラリネットトリオが銅賞を受賞した。2012年第35回全日本アンサンブルコンテストで、クラリネットカルテットが金賞を受賞した。
- 総合科学部（旧物理部・生物部・天文同好会）
2017年科学の甲子園ジュニアで全国5位にあたる日本理科教育振興協会賞を受賞。2020年第64回日本学生科学賞において高知県で初の文部科学大臣賞を受賞。2021年ISEFに日本代表として出場。
- 美術部
- 文芸部
- 放送部
2013年第30回NHK杯全国中学校放送コンテストアナウンス部門で決勝進出。入賞。
2023年第47回全国高等学校総合文化祭（2023かごしま総文）放送部門アナウンス部門で審査員特別賞。
2024年第41回NHK杯全国中学校放送コンテスト朗読部門で決勝進出、入賞。
2024年第71回NHK杯全国高校放送コンテストアナウンス部門で決勝進出、入賞。
- かるた同好会
- 俳句同好会
2013年、第16回神奈川大学全国高校生俳句大賞で最優秀賞。
- 情報科学研究同好会
- 漫画同好会
- 模型同好会

## 落雷事故
1996年（平成8年）8月13日 大阪府・高槻市にて高槻市体育協会主催「高槻ユース・サッカー・サマー・フェスティバル」の試合中に、頭部に落雷の直撃を受けた高校サッカー部1年生男子生徒が両眼失明、下肢機能全廃、上肢運動能力減弱、言語障害の重度後遺障害を負う。
1999年（平成11年）に土佐高校を除籍された元男子生徒と家族が損害賠償を提起。最高裁判所からの破棄差し戻しを経て、最終的に、2008年（平成20年）9月17日、学校法人土佐高等学校側と、大会を主催した高槻市体育協会側の過失が認定され、損害賠償が命じられた。

## ニュージーランド研修
中3、高1、高2の各学年から合計20名が、希望者の中から適性試験を経たうえで選抜され、2週間程度のニュージーランド研修へ参加できる制度がある。学校が費用を一部負担する。研修旅行には数名の担当教諭も同行する。
現地では、語学学校 (NZLC) に1週間のあいだバスで通学し、ネイティブスピーカーから英語を学ぶ。その他、現地の観光や、オークランドでのホームステイなどがある。具体的な観光内容として、ロトルアでの羊ショー、先住民族マオリによるハカの披露などがあり、ニュージーランドの歴史にも触れることができる。

## 著名な卒業生
括弧内の数字は卒業年。50音順。

### 文化
- 大森望 - 評論家、翻訳家
- 北村総一朗（本名：北村総一郎） - 俳優
- 町田義人 - 歌手
- 公文公 - 日本公文教育研究会創業者
- 公文俊平 - 社会科学者
- 倉橋由美子 - 作家
- 黒鉄ヒロシ - 漫画家
- 高山宏 - 英文学者
- 坂東眞砂子 - 作家
- 塩田潮 - 作家
- 島井咲緒里 - 将棋女流棋士
- 田岡典夫 - 直木賞作家、追手前高校へ転校
- 田村哲郎 - 舞踏家
- デハラユキノリ - フィギュア作家、イラストレーター
- 平井康三郎 - 作曲家
- 野田正彰 - 精神科医、評論家
- 向井隆豊 - 洋画家
- 大崎一万発 - パチンコライター

### 学術
- 森下正明（1929年卒・旧制中学） - 京都大学名誉教授、個体群生態学の創始者
- 尾池和夫（1959年卒） - 地震学者、京都造形芸術大学学長、国際高等研究所元所長、京都大学前総長・名誉教授
- 岡村甫 - 工学者、高知工科大学元学長、東京大学名誉教授
- 川口清史 - 経済学者、立命館大学総長
- 立仙順朗（1960年卒） ‐ フランス文学者、慶應義塾大学名誉教授
- 岸上伸啓（1977年卒） - 文化人類学者、国立民族学博物館教授・元副館長、総合研究大学院大学前教授、人間文化研究機構理事
- 森岡正博（1977年卒） - 哲学者、早稲田大学人間科学部教授
- 野中尚人（1977年卒） - 政治学者、学習院大学法学部教授
- 須藤靖（1977年卒） - 宇宙物理学者、東京大学大学院理学系研究科教授
- 川村静児（1977年卒）- 名古屋大学大学院理学研究科教授、重力波物理学
- 佐竹研一 - 学者（環境化学、環境科学全般）、立正大学地球環境科学部教授
- 馬場章夫 - 大阪大学大学院工学研究科教授
- 須賀陽子 - 徳島文理大学音楽学部助教授
- 和田健夫 - 第10代小樽商科大学学長
- 森裕司 - 東京大学大学院農学生命科学研究科教授
- 山下倫範 - 立正大学データサイエンス学部教授
- 森田洋平 - 物理学者、日本最初のホームページを作成
- 土居義岳 - 九州大学大学院芸術工学研究院教授
- 山崎正 - 数学者、神戸大学理学部教授

### 政治
- 田村公平 - 元参議院議員
- 中谷元 - 衆議院議員、第14代防衛大臣、第67代防衛庁長官
- 山本有二 - 衆議院議員、元内閣府特命担当大臣（金融担当）
- 高木錬太郎 - 衆議院議員
- 尾﨑正直 - 前高知県知事
- 浜田省司 - 高知県知事
- 西岡瑠璃子 - 元参議院議員
- 谷川寛三 - 元参議院議員、元衆議院議員、第47代科学技術庁長官
- 平山耕三 - 南国市長
- 依光晃一郎 - 香美市長、元高知県議会議員

### 行政
- 浅井和子 - 駐ガーナ兼シエラレオネ兼リベリア特命全権大使、弁護士
- 村木厚子 - 厚生労働事務次官、内閣府政策統括官
- 谷脇暁 - 国土交通省土地・建設産業局長、建設業振興基金理事長
- 徳田修一 - シドニー総領事
- 畠中秀人 - 内閣府沖縄総合事務局次長、名古屋高速道路公社副理事長

### 経済
- 秦郷次郎 - 1956年卒、ルイ・ヴィトン・ジャパン社長
- 藤田徹也 - 東京放送ホールディングス（現 TBSホールディングス）元代表取締役、TBSラジオ元取締役会長
- 森本浩志 - 1961年卒、日本原子力発電社長
- 武市智行 - 1974年卒、スクウェア（現スクウェア・エニックス）元社長

### スポーツ
- 大橋勲 - 元プロ野球選手（捕手）
- 上岡誠二 - 元社会人野球選手（投手）
- 萩野友康 - 元社会人野球選手（投手）
- 浜田一志 - 東京大学野球部元野手・元監督、学習塾経営者
- 切詰大貴 - キックボクサー

### マスコミ
- 松岡祐司 - 元高知放送アナウンサー
- 谷岡慎一 - フジテレビアナウンサー
- 坂木萌子 - フリーアナウンサー
- 佐竹祐人 - NHKアナウンサー
- 品田亮太 - 元TBSアナウンサー
- 植村隆 - 元朝日新聞記者、現・北星学園大学非常勤講師